# Maximilian Lantzsch
Maximilian „Max“ Lantzsch (* 6. Oktober 2002 in Radebeul) ist ein deutscher American-Football-Spieler auf der Position des Tight End für die New Mexico Lobos in der NCAA Division I Football Subdivision (FBS). Die New Mexico Lobos sind das College Footballteam der University of New Mexico in Albuquerque.

## Karriere

### Jugend
Lantzsch spielte zunächst für die Suburbian Foxes in seiner Heimatstadt Radebeul, bevor er 2017 zu den Dresden Monarchs wechselte. Hier spielte er in der U-17 und U-19 auf der Position des Wide Receiver in der Jugend der German Football League. Bei einem Summer Showcase der Non-Profit-Organisation Gridiron Imports im August 2019 in Berlin konnte er sein Können unter Beweis stellen und überzeugte Trainer und Scouts von seinem Talent. Kurz darauf erhielt er diverse High-School Angebote aus den USA. Lantzsch entschied sich im Sommer 2020 Deutschland zu verlassen und seine sportliche und akademische Karriere an der Rabun Gap-Nacoochee High-School im Bundesstaat Georgia weiterzuführen. Dort spielte er zwei Jahre für die Rabun Gap Eagles auf der Position des Tight End und Defensive End und absolvierte seinen High-School Abschluss. In den Jahren 2020 und 2021 gelang den Rabun Gap Eagles der Einzug ins NCISAA-State-Championship Finale, wo jeweils der zweite Platz belegt werden konnte.

### College
Max Lantzsch überzeugte während der College-Camp Tour der Non-Profit-Organisation Gridiron Imports durch den Westen der USA im Mai 2022 und erhielt Angebote über Vollstipendien der Middle Tennessee State University und der East Carolina University. Am 18. August 2022 unterzeichnete er den Vertrag für die „Pirates“ der East Carolina University in Greenville North Carolina. Mit den East Carolina Pirates gewann Lantzsch am 27. Dezember 2022 den Birmingham Bowl im Protective Stadium in Birmingham, Alabama. Lantzsch beschloss am 17. April 2023 die East Carolina Pirates zu verlassen und über das Transfer-Portal zu einem anderen College zu wechseln. Am 16. Juni 2023 unterzeichnete er den Vertrag bei den New Mexico Lobos der University of New Mexico, wo er bis heute unter Vertrag ist.